# Domino Records
Domino Recording Company, generalmente conosciuta come Domino Records, è un'etichetta discografica indipendente inglese fondata a Londra nel 1993. Vi è anche una consociata con sede a Brooklyn negli Stati Uniti. In aggiunta, controlla l'etichetta Geographic Music, che pubblica dischi di generi più insoliti come quelli di world music.